# كروم الحاج الشباني
عبد الكريم الشباني الحريزي، ويُعرف بكروم الحاج السلامي، هو مؤسس إمارة الشبانات بعد قتله لآخر سلاطين الدولة السعدية بمراكش. 

## حياته
هو ابن القائد أبي بكر الشباني. والشبانات حي من قبائل عرب المعقل. كانت لهم مصاهرة مع الأشراف السعديين فكانوا أخوال العديد من سلاطين مراكش وفي آخر عهد السعديين قَوِيَت شَوْكَة الشبانيين خصوصا بعد موت محمد الشيخ الصغير وتولي أحمد العباس للأمر خيث غلظ أَمرهم عَلَيْهِ وضايقوه وحاصروه بمراكش عدة أشهر. فنصحته أمه فِي أَن يذهب إِلَى أَخْوَاله وَيَأْخُذ بقلوبهم ويزيل مَا فِي نُفُوسهم عَلَيْهِ فَذهب إِلَيْهِم فتمكنوا مِنْهُ وقَتَلُوهُ وَأَقْبلُوا إِلَى مراكش وَبَايَعُوا فِيهَا أميرهم عبد الْكَرِيم، وبمقتل السلْطَان أبي الْعَبَّاش انقرضت دولة السعديين. يذكر المؤرخون أنه سار في الناس سيرة حميدة، فانتظمت مملكة مراكش ونواحيها إلى أن انتفضت عليه جهة آسفي. وبقي بمراكش إلى أن مات سنة 1078 هـ، وتولى ولده أبو بكر الحاج. وفي 28 صفر 1079 هـ - يوليو 1668م، زحف الرشيد ين الشريف على مراكش لانتزاعها من ايدي الشبانات وتمكن من احتلالها وأسر ابن كروم وافراد أسرته وأمر بإحراقه.